# 中學校 (日本)
中學校（日语：／ chūgakkō），簡稱中學，是日本施行初級中等教育的學校。中學校在《国际教育标准分类法》為2級，相當於其他國家的初级中学。修業年限為9年義務教育的最後3年。原則上在滿12歲的首個4月1日就學，為年齡主義。